# Consejo Internacional de Aeropuertos
El Consejo Internacional de Aeropuertos (en inglés: Airports Council International, ACI) es una organización fundada en 1991 por la fusión de varias asociaciones previas. Actualmente es la principal organización profesional cuyo fin es la unificación de todos los equipos aeroportuarios del Mundo. Su sede se encuentra en Montreal, Canadá. Jurídicamente es una organización sin ánimo de lucro de la que sus principales objetivos se refieren a los intereses de la infraestructura aeroportuaria y la promoción de la excelencia profesional en la gestión y explotación de los aeropuertos. Promover la cooperación entre los aeropuertos, las organizaciones de la aviación mundial y los socios financieros, el ACI contribuye a la seguridad, la eficiencia y la responsabilidad ambiental de las compañías aéreas.
En agosto de 2007 había 573 miembros en la gestión de los aeropuertos haciendo un total de 1640 aeropuertos repartidos en 178 países y territorios de todo el mundo. En 2006, según sus propias cifras, los miembros del ACI han transportado a 4,4 millardos de pasajeros (frente a 3,9 en 2004), 85,6 millones de toneladas de carga (78,8 en 2004) y gravado 72,2 millones en movimientos de aeronaves (despegues y aterrizajes) (69,4 en 2004).